# Chapter and Verse (album de Funeral for a Friend)
Albums de Funeral for a Friend
Conduit
(2013)
Singles
1. You've Got a Bad Case of the Religions
Sortie : 28 septembre 2014
2. 1%
Sortie : 18 novembre 2014
3. Pencil Pusher
Sortie : 12 janvier 2015

Chapter and Verse est le septième album studio du groupe gallois de post-hardcore Funeral for a Friend publié le 19 janvier 2015 sur le label Distiller Records.

## Liste des chansons
Toutes les chansons sont écrites et composées par Funeral for a Friend.
| No  | Titre                                                        | Durée |
| --- | ------------------------------------------------------------ | ----- |
| 1.  | Stand by Me for the Millionth Time                           | 3:53  |
| 2.  | You've Got a Bad Case of the Religions                       | 2:41  |
| 3.  | Pencil Pusher                                                | 2:59  |
| 4.  | You Should Be Ashamed of Yourself                            | 3:47  |
| 5.  | 1%                                                           | 3:43  |
| 6.  | After All These Years… Like a Lightbulb Going Off in My Head | 3:32  |
| 7.  | Modern Excuse of a Man                                       | 1:47  |
| 8.  | Inequality                                                   | 2:53  |
| 9.  | Brother                                                      | 1:51  |
| 10. | Donny                                                        | 2:42  |
| 11. | The Jade Tree Years Were My Best                             | 5:04  |

## Crédits
- Matthew Davies-Kreye : chant
- Kris Coombs-Roberts : guitare, chœurs
- Gavin Burrough : guitare, chœurs
- Richard Boucher : basse